# Freescale DragonBall
Motorola/Freescale Semiconductor's DragonBall, или MC68328, је микроконтролер дизајн заснован на чувеном 68000 језгру, али имплементиран као све-у-једном систем мале енергије за ручни рачунарску употребу, подржан од стране μClinuxа. Дизајнирала га је Моторола у Хонг Конгу и пуштена је на тржиште 1995. године.

## Дизајн и особине
Главна победа дизајна Драгонбола била је у бројним уређајима који користе Палм ОС платформу. Међутим, од Палм ОС 5 па надаље, њихову употребу су заменили процесори засновани на АРМ-у из Тексас Инструментса и Интела.
Процесор је способан за брзину до 16,58 MHz и може радити до 2,7 MIPS (милион инструкција у секунди), за основни 68328 и Драгонбол EZ (MC68EZ328) модел. Проширен је на 33 MHz, 5,4 MIPS за Драгонбол VZ (MC68VZ328) модел, и 66 MHz, 10,8 МИПС за ДрагонБалл супер VZ (MC68SZ328).
То је 32-битни процесор са 32-битном интерном и екстерном адресном магистралом (24-битна екстерна адресна магистрала за EZ и VZ варијанте) и 32-битном магистралом података (8/16-битна екстерна магистрала података). Има много уграђених функција, као што су контролер приказа у боји и сивим тоновима, звук звучника рачунара, серијски порт са подршком за UART и IRDA, UART ремена, сат у реалном времену, може директно да приступи DRAM-у, флеш РОМ-у, маски РОМ-у и има уграђену подршку за екране осетљиве на додир.
Новији микроконтролери Драгонбол MX серије, касније преименовани у Freescale i.MX (MC9328MX/MCIMX) серију, намењени су за сличну примену као и ранији Драгонболови уређаји, али су засновани на ARM језгру процесора уместо на 68000 језгру.